# Hajo Herrmann
Hans-Joachim "Hajo" Herrmann (1 d'agost de 1913 - 5 de novembre de 2010) va ser un pilot i oficial de la Luftwaffe de la Segona Guerra Mundial i va ser condecorat amb la Creu de Cavaller de la Creu de Ferro amb Fulles de Roure i Espases.
Després de la guerra, Hermann va passar 10 anys sota custòdia soviètica com a presoner de guerra. Després del seu alliberament, es va convertir en un activista i advocat nazi, entre els casos més destacats del qual hi havia la defensa de neonazis i negacionistes del genocidi, alhora que promovia la negació i les organitzacions del moviment.

## Biografia
L'1 de maig de 1933, Herrmann es va unir a la Landespolizei (policia estatal) d'Hamburg i va assistir a l'escola superior de policia prussiana de Potsdam-Eiche. Després de graduar-se, va ser ascendit a Polizei-Leutnant (sotstinent de policia) l'1 de juny de 1935. Després es va unir al servei militar de la Wehrmacht, servint inicialment amb lInfanterie-Regiment 47, un regiment de la 20a Divisió d'Infanteria. L'1 d'agost de 1935, Herrmann va ser transferit a la recentment formada Luftwaffe. Després va assistir a l'escola de pilots de bombarders a l'aeròdrom de Kitzingen. Després de l'entrenament de vol, va ser destinat al 9. Staffel (9è esquadró) del Kampfgeschwader 253 (KG 253—253a Ala de Bombarders), una unitat que més tard es va convertir en el Kampfgeschwader 4 "General Wever", amb base a Nordhausen.
De 1936 a 1937, Herrmann va servir a la Legió Còndor durant la Guerra Civil Espanyola, viatjant amb l'Usaramo a Cadis a principis d'agost de 1936. Una de les seves tasques inicials a Espanya va incloure desenvolupar instruccions i entrenar per a l'ús de l'artilleria antiaèria Flak 30 de 2 cm . En aquesta capacitat, Herrmann va impartir sessions d'entrenament al vespre per a les forces nacionalistes després d'haver volat missions de llançadora diürnes per a l'Exèrcit Espanyol d'Àfrica des del Marroc espanyol fins a Espanya, aquestes missions es van conèixer com a Operació Foc Màgic (Feuerzauber)  Després va pilotar bombarders Heinkel He 111  B amb el 1. Staffel del Kampfgruppe 88. Herrmann va volar 50 missions de combat sobre Espanya i, després del seu retorn a Alemanya, va ser destinat al 7. Staffel del KG 4 i nomenat Technischer Offizier (TO—Oficial Tècnic) . L'1 de juny de 1938 va ser ascendit a Oberleutnant. Pel seu servei durant la Guerra Civil Espanyola, va ser guardonat amb la Creu Espanyola en Or amb Espases el 14 d'abril de 1939.

### Segona Guerra Mundial
La Segona Guerra Mundial a Europa va començar el divendres 1 de setembre de 1939 quan les forces alemanyes van envair Polònia. Herrmann va volar 18 missions de combat amb el He 111 sobre Polònia, incloent-hi missions contra les forces poloneses que lluitaven a la batalla de Kutno, i va rebre la Creu de Ferro de 2a classe a l'octubre. El 31 de maig de 1940, durant la batalla de Dunkerque, va ser abatut per caces de la Royal Air Force (RAF), cosa que va provocar un aterratge forçós del seu Junkers Ju 88 A-1 a les platges ocupades pels alemanys prop de Dunkerque . El 20 de juny de 1940, va ser nomenat Staffelkapitän (cap d'esquadró) del 7. Staffel del KG 4 i va participar a la Batalla d'Anglaterra. Va enfonsar 70.000 tones de vaixells aliats com a pilot de bombarder i va ser instrumental en l'atac al comboi PQ 17.
El febrer de 1941 el seu grup va ser transferit a Sicília, des d'on va atacar Malta i després va lluitar a la Batalla de Grècia. En un atac, Herrmann va enfonsar el vaixell de municions Clan Fraser al port del Pireu . L'explosió va enfonsar 11 vaixells i va inutilitzar el port grec durant molts mesos.
El juliol de 1942 va ser assignat a l'estat major general a Alemanya, on es va convertir en confident del comandant de la Luftwaffe, Hermann Göring. El 1942, Herrmann va ser nomenat membre de l'estat major de l'Oberkommando der Luftwaffe.

#### La guerra aèria nocturna

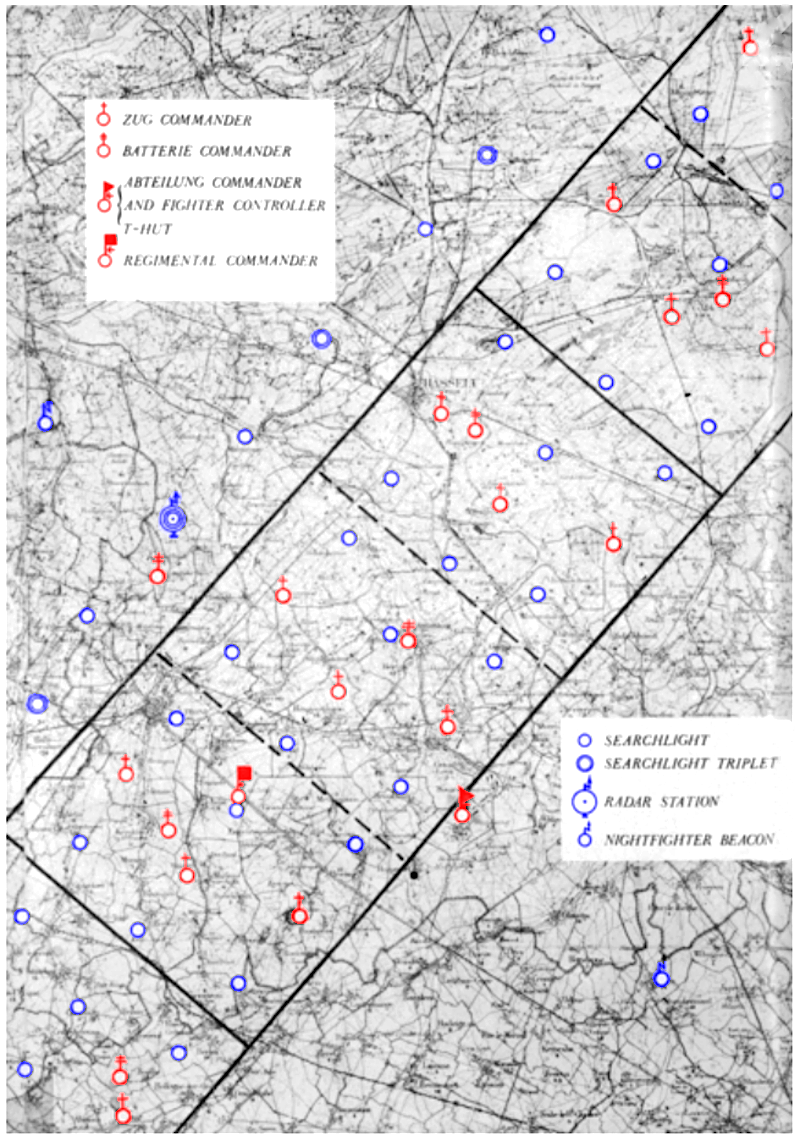
Un mapa d'una part de la línia Kammhuber. Es mostren el "cinturó" i les "caixes" dels caces nocturns.

Després de la batalla aèria de la badia de Helgoland de 1939 , els atacs de la Royal Air Force (RAF) van passar a la foscor, iniciant la campanya de Defensa del Reich. A mitjans de 1940, el generalmajor Josef Kammhuber havia establert un sistema de defensa aèria nocturna anomenat Línia Kammhuber. Consistia en una sèrie de sectors de control equipats amb radars i reflectors i un caça nocturn associat. Cada sector anomenat Himmelbett (llit de dosser) dirigia el caça nocturn a l'abast visual amb els bombarders objectiu. El 1941, la Luftwaffe va començar a equipar els caces nocturns amb radar aerotransportat com el radar Lichtenstein. Aquest radar aerotransportat no va entrar en ús general fins a principis de 1942. Tanmateix, el sistema Himmelbett tenia les seves deficiències: un dens "corrent de bombarders" que creuava les defenses aèries de la Luftwaffe en una zona estreta saturava les caixes Himmelbett . La nit del 30/31 de maig de 1942, el Comandament de Bombarders de la RAF va utilitzar per primera vegada la tàctica del "corrent de bombarders" a l'Operació Millennium, l'atac de mil bombarders sobre Colònia . Herrmann, que havia llegit els informes de Kammhuber, es va preocupar cada cop més per la manca de preparació de l'OKL. Es va adonar que la Luftwaffe hauria de lluitar en condicions d'inferioritat numèrica. A més, Herrmann sabia que el Himmelbett era costós i susceptible a contramesures. Tot i que no era una idea nova, va proposar operar caces diürns monoplaça a més de la força de caces nocturns . El novembre de 1942, Herrmann va presentar les seves idees en una reunió de l'estat major dels caces nocturns. Inicialment, les seves opinions van ser rebutjades. El març de 1943, Herrmann havia aconseguit assegurar-se un caça Focke-Wulf Fw 190 a l'aeròdrom de Berlín-Staaken i va volar diverses missions d'entrenament en combat simulat contra un bombarder Heinkel He 111. Animat pels seus experiments, Herrmann es va acostar al Generaloberst Hubert Weise, comandant de la Luftwaffen-Befehlshaber Mitte, demanant-li suport per a una missió d'intercepció real. Concretament, va preguntar si l'artilleria antiaèria es podia restringir a disparar a una alçada de 6.000 metres (20.000 peus). Weise va rebutjar la petició però no va tenir objeccions si Herrmann estava disposat a arriscar-se a volar cap a una allau d'explosions de projectils. A l'abril, Herrmann va posar a prova les seves idees quan la detecció de Himmelbett va informar d'un bombarder De Havilland Mosquito que es dirigia a Berlín. Va aconseguir interceptar el Mosquito il•luminat prop de Brandenburg an der Havel, però no va aconseguir abatre'l.
El 22 d'abril, Herrmann va ser autoritzat a establir el Nachtjagdversuchskommando (NJVK—Destacament de Proves de Caces Nocturnes) a Brandenburg - Briest , que va entrar en funcionament a principis de maig. El 4 de maig, NJVK va ser equipat amb catorze avions a Brandenburg-Briest, dotze Fw 190A i dos caces Messerschmitt Bf 109-G, i dos caces Fw 190A més amb base a Staaken.
Va participar en la creació de l'ala de caça nocturna Jagdgeschwader 300 Wilde Sau (Senglar) que utilitzava caces diürns a la nit en resposta als atacs nocturns del Comandament de Bombarders de la RAF sobre Alemanya a mitjans de 1943. Com a caça nocturna monoplaça va aconseguir 9 victòries. El 5 de setembre, Herrmann va resultar ferit en un accident de vol quan el seu Fieseler Fi 156 Storch  C-3 (Werknummer 1297) va patir una avaria del motor durant l'enlairament a Hennef. El 12 d'octubre, Herrmann va tornar a resultar ferit quan un mal funcionament tècnic del seu Messerschmitt Me 210  A-1 (Werknummer 6019) el va obligar a fer un aterratge amb el tren d'aterratge aixecat a l'aeròdrom de Le Bourget.
El desembre de 1943, Herrmann va ser nomenat inspector de caces nocturns. El 1944 ja era inspector general de caces nocturns i va rebre la Creu de Cavaller amb Fulles de Roure i Espases. A finals de 1944 va dirigir la 9a Divisió Aèria.
Herrmann va ser un destacat exponent del desplegament tàctic del Rammjäger Sonderkommando Elbe (caces d'ariet), enviats a l'acció l'abril de 1945. Els pilots suïcides voluntaris, sovint d'entre 18 i 20 anys, havien de ser entrenats només per ser prou competents per controlar caces Bf 109 especialment alleugerits i sense blindatge i enderrocar bombarders aliats colpejant la cua o les superfícies de control amb les hèlixs dels seus avions i rescatant-los si era possible. La intenció de Herrmann era reunir un gran nombre d'aquests caces per a un atac únic contra les formacions de bombarders de la USAAF amb l'esperança de causar prou pèrdues per reduir l'ofensiva de bombardeig durant uns mesos. L'escassetat de combustible va impedir l'ús del gran nombre necessari, tot i que d'una missió d'aquest tipus, el 7 d'abril de 1945, dels 120 caces així compromesos només en van tornar 15. L'11 de maig de 1945, Herrmann va ser capturat per les forces soviètiques, fet presoner de guerra durant 10 anys i tornat a Alemanya l'octubre de 1955.

### Carrera jurídica i activisme nazi
Després va estudiar dret i es va establir a Düsseldorf. Va defensar Otto Ernst Remer, el cap del Partit Socialista del Reich neonazi, i els negacionistes de l'Holocaust David Irving i Fred A. Leuchter. L'afinitat de Hermann per Remer, un nazi compromès i exoficial de la Wehrmacht, estava arrelada en les seves activitats mútues de negació de l'Holocaust.{{sfn|Rembiszewski|1996|p=30 L'octubre de 1999 va tenir una altra entrevista amb els historiadors Colin Heaton i Jon Guttman. Heaton havia estat entrevistant Herrmann durant més de deu anys.
El 1959, Herrmann es va casar amb la soprano alemanya Ingeborg Reichelt. La parella va tenir dos fill.

## Resum de la carrera professional
Herrmann va volar 320 missions de combat com a pilot de bombarder, incloent-hi 50 durant la Guerra Civil Espanyola, enfonsant dotze vaixells d'aproximadament 65.000  tones de registre brut  (TRB) de vaixells aliats.

### Reclamacions de victòria aèria
Segons Aders, a Herrmann se li atribueixen nou victòries aèries nocturnes. Foreman, Parry i Mathews, autors de Luftwaffe Night Fighter Claims 1939 – 1945, van investigar els Arxius Federals Alemanys i van trobar registres de tres victòries nocturnes. Mathews i Foreman també van publicar Luftwaffe Aces — Biographies and Victory Claims , on afirmaven que Herrmann va aconseguir nou victòries aèries.
| Crònica de victòries aèries   | Crònica de victòries aèries   | Crònica de victòries aèries   | Crònica de victòries aèries   | Crònica de victòries aèries   | Crònica de victòries aèries             |
| Reclamació                    | Data                          | Hora                          | Tipus                         | Ubicació                      | Número de sèrie/número d'esquadró       |
| – Stab of Kommando Herrmann – | – Stab of Kommando Herrmann – | – Stab of Kommando Herrmann – | – Stab of Kommando Herrmann – | – Stab of Kommando Herrmann – | – Stab of Kommando Herrmann –           |
| ----------------------------- | ----------------------------- | ----------------------------- | ----------------------------- | ----------------------------- | --------------------------------------- |
| ?                             | 4 de juliol de 1943           | 01:30                         | Lancaster                     | Bonn-Mehlem                   |                                         |
| ?                             | 26 de juliol de 1943          | —                             | bombarder                     |                               |                                         |
| ?                             | 28 de juliol de 1943          | —                             | bombarder                     |                               |                                         |
| ?                             | 31 de juliol de 1943          | —                             | bombarder de quatre motors    |                               |                                         |
| ?                             | 3 d'agost de 1943             | 01:50                         | bombarder de quatre motors    | rodalia de Hanstedt           | Lancaster ED645/103è Esquadró de la RAF |
| 1                             | 24 d'agost de 1943            | 01:30                         | Lancaster                     | Berlin rodalia de Mehlen      |                                         |
| – Stab of 30 Jagddivision –   |                               |                               |                               |                               |                                         |
| 2                             | 3 de gener de 1944            | 02:57                         | Lancaster                     | rodalia de Berlin             |                                         |
| 3                             | 3 de gener de 1944            | 03:05                         | Lancaster                     | rodalia de Berlin             |                                         |

## Condecoracions
Creu de Cavaller de la Creu de Ferro amb Fulles de Roure i Espases
 Creu de cavaller com Oberleutnant i Staffelkapitän del 7./Kampfgeschwader 4 "General Wever" (13 d'octubre de 1940)
 Fulles de roure (269è) com Major i Geschwaderkommodore del Jagdgeschwader 300 (2 d'agost de 1943)
 Espases (43è) com Oberst i Inspekteur der deutschen Luftverteidigung (23 de gener de 1944)
 Creu alemanya en or com Hauptmann al III./Kampfgeschwader 30 (5 de juny de 1942)
 Creu de Ferro Creu de Ferro 1939 de 1a Classe (27 de maig de 1940) 
 Creu de Ferro 1939 de 2a Classe (octubre de 1939)
 Creu Espanyola en bronze amb espases
 Medalla dels 4 anys de Servei a la Wehrmacht
Copa d'Honor de la Luftwaffe (28 de setembre de 1940)

### Dates de promoció
Landespolizei d' Hamburg
 Leutnant (1 de juny de 1935)
Wehrmacht
 Oberleutnant (1 de juny de 1938) 
 Hauptmann (19 de desembre de 1940) 
 Major (1 de març de 1943) 
 Oberstleutnant (1 d'agost de 1943) 
 Oberst (1 de desembre de 1943) 

## Publicacions
- Herrmann, Hajo. Bewegtes Leben – Kampf- und Jagdflieger 1935–1945 (en alemany).  Stuttgart, Germany: Motorbuch-Verlag, 1984. ISBN 978-3-613-01008-6.
- Herrmann, Hajo. Als die Jagd zu Ende war – Mein Flug in die sowjetische Gefangenschaft (en alemany).  Munich, Germany: Universitas, 1988. ISBN 978-3-8004-1167-2.
- "Supersoldiers" – Die Wehrmacht im Urteil ausländischer Experten (en alemany).  Munich, Germany: FZ-Verlag, 2006. ISBN 978-3-924309-77-0.

## Enllaços externas
- «Bibliografia relacionada amb Hajo Herrmann» (en alemany).   Al catàleg de la Biblioteca Nacional d'Alemanya.
- «Hans-Joachim Herrmann». , 24-11-2010.

| Càrrecs militars                    | Càrrecs militars                                                              | Càrrecs militars                            |
| ----------------------------------- | ----------------------------------------------------------------------------- | ------------------------------------------- |
| Precedit per: ningú                 | Comandant del Jagdgeschwader 300 Juny de 1943 – 26 de setembre de 1943        | Succeït per: Oberstleutnant Kurd Kettner    |
| Precedit per: ningú                 | Comandant del 30. Jagd-Division Setembre de 1943 – 16 de març de 1944         | Succeït per: disbanded                      |
| Precedit per: Oberst Günther Lützow | Comandant del 1. Jagd-Division 23 de març de 1944 – 1 de setembre de 1944     | Succeït per: Generalleutnant Kurt Kleinrath |
| Precedit per: ningú                 | Comandant del 9. Flieger-Division (J) 26 de gener de 1945 – 8 de maig de 1945 | Succeït per: ningú                          |